# 181-й окремий батальйон матеріального забезпечення (Україна)
181-й окремий батальйон матеріального забезпечення (181 ОБМЗ, в/ч А2925) — підрозділ матеріального забезпечення Збройних сил України.

## Історія
У 2015 році відповідно до директиви Міноборони та Генштабу, на базі Новоград-Волинського гарнізону був сформований окремий батальйон матеріального забезпечення. Довелося зробити чимало з відновлення інфраструктури військового містечка, що дислокується на вул.Гетьмана Сагайдачного (р-н Водоканалу), відновлено казарму. Невдовзі тут планують відкриття їдальні. За підтримки місцевої влади, яка взяла шефство над частиною, виділено кошти на проведення каналізації. 
Особовий склад виконує завдання у зоні АТО, серед першочергових задач — забезпечення паливом, продовольством, речовим майном 68-ми військових частин ЗСУ.
```
З 25 лютого 2023 року виконували бойові завдання у складі 93 ОмБр у місті Бахмут.
```